# Oscilator electronic

Amplificatorul operațional - un oscilator de relaxare

Oscilatorul electronic este un dispozitiv electronic care transformă un curent continuu într-un semnal oscilant de un anumit tip.
Se utilizează în generatoare electronice, în emițătoare, în radioreceptoare, în receptoare de televiziune, telefonie mobilă, internet etc.
Din punctul de vedere al formei semnalului generat, sunt două tipuri de oscilatoare:
- oscilatoarele sinusoidale - (oscilatoare armonice) sunt de tip "feedback acordat LC" sau "feedback acordat RC" și generează o formă de undă pur sinusoidală, care are amplitudine și frecvență constante.
- oscilatoare nesinusoidale - (oscilatoare de relaxare) generează forme complexe de unde nesinusoidale, care se schimbă foarte rapid de la o condiție de stabilitate la alta, cum ar fi "unda pătrată", "unda triunghiulară" sau "unda dinți de fierăstrău".

După tipul circuitului de reacție, oscilatoarele pot fi:
- oscilator LC: cuadripolul de reacție este un circuit LC; se utilizează în instalații de radioemisie.
- oscilator RC: rețeaua de reacție constituită din rezistoare și condensatoare conectate într-un mod specific; se utilizează în domeniul de joasă frecvență.
- oscilator cu cuarț: oscilator electromecanic, având sistemul oscilant format dintr-un corp cu proprietăți piezoelectrice, de obicei un cristal de cuarț, fiind utilizat la generatoarele de radiofrecvență, cu frecvență fixă, la emițătoare, la sincrogeneratoarele din televiziune.
- oscilator magnetostrictiv: utilizează fenomenul de magnetostricțiune.